# Chinchani
Chinchani är en ort i Indien.   Den ligger i distriktet Thane och delstaten Maharashtra, i den västra delen av landet, 1 100 km söder om huvudstaden New Delhi. Chinchani ligger 13 meter över havet och antalet invånare är 14 357.
Terrängen runt Chinchani är mycket platt. Havet är nära Chinchani västerut. Runt Chinchani är det tätbefolkat, med 397 invånare per kvadratkilometer. Närmaste större samhälle är Dāhānu, 10,7 km norr om Chinchani. Omgivningarna runt Chinchani är en mosaik av jordbruksmark och naturlig växtlighet.